# Jüdischer Friedhof (Niederembt)
Der Jüdische Friedhof Niederembt lag „Am Jüddeberg“ bei Niederembt, einem Ortsteil von Elsdorf, im Rhein-Erft-Kreis in Nordrhein-Westfalen.
Von dem jüdischen Friedhof ist vor Ort nichts mehr zu sehen. Die genaue Lage ist heute nicht mehr feststellbar. Er ist wohl um 1944 aufgegeben worden. 1960 wurden zwei Grabstätten wiedergefunden, die dann auf den jüdischen Friedhof Elsdorf verlegt wurden. 